# Gouvernement Tomégah-Dogbé III
Cinquième République
Tomégah-Dogbé II Gnassingbé
Le gouvernement de Victoire Tomégah-Dogbé est le gouvernement de la République togolaise à partir du 20 août 2024.

## Historique
Ce gouvernement se veut être un gouvernement de transition après l'adoption d'une nouvelle constitution togolaise.
La Première ministre démissionne en mai 2025 après l'élection du président de la République Jean-Lucien Savi de Tové.

## Composition

### Première ministre
| Portrait               | Fonction          | Titulaire | Titulaire              | Parti |
| ---------------------- | ----------------- | --------- | ---------------------- | ----- |
| Victoire Tomegah-Dogbé | Première ministre |           | Victoire Tomégah-Dogbé | UNIR  |

### Ministres
| Fonction | Titulaire | Titulaire                       | Parti |
| --- | --------- | ------------------------------- | ----- |
| Ministre d'État Ministre des Ressources halieutiques, animales et de la Réglementation de la transhumance                |           | Damehane Yark                   | UNIR  |
| Ministre de la Réforme du service public, du Travail et du Dialogue social                                               |           | Gilbert Bawara                  | UNIR  |
| Ministre de l'Économie numérique et de la Transformation digitale                                                        |           | Cina Lawson                     | UNIR  |
| Ministre de l'Environnement et des Ressources forestières                                                                |           | Katari Foli-Bazi                | UNIR  |
| Ministre de l'Urbanisme, de l'Habitat et de la réforme foncière                                                          |           | Yawa Djigbodi Tségan            |       |
| Ministre de l'Agriculture, de l'Hydraulique villageoise et du Développement rurale                                       |           | Antoine Lékpa Gbégbéni          | UNIR  |
| Ministre du Commerce, de l'Artisanat et de la Consommation locale                                                        |           | Rose Kayi Mivedor               | UNIR  |
| Ministre des Travaux publics et des infrastructures                                                                      |           | Sani Yaya                       | UNIR  |
| Ministre des Affaires étrangères, de l'intégration régionales et des Togolais de l'extérieur                             |           | Robert Dussey                   | UNIR  |
| Ministre de l'Administration territoriale, de la Décentralisation et de la Chefferie coutumière                          |           | Hodabalo Awate                  | UNIR  |
| Ministre de la Communication, des Médias et de la Culture Porte-parole du gouvernement                                   |           | Yawa Kouigan                    | UNIR  |
| Ministre des Enseignements primaires et secondaires                                                                      |           | Komla Dodzi Kokoroko            | UNIR  |
| Ministre du Développement à la base, de l'Inclusion financière, de la Jeunesse et de l'Emploi des jeunes                 |           | Mazamesso Assih                 | UNIR  |
| Ministre du Désenclavement et des Pistes rurales                                                                         |           | Bouraima Kanfitine Tchede Issa  | UNIR  |
| Ministre de la Sécurité et de la Protection civile                                                                       |           | Calixte Batossie Madjoulba      | UNIR  |
| Ministre de l'Industrie et la Promotion des investissements                                                              |           | Manuella Modukpe Santos         | UNIR  |
| Ministre de l'Accès aux soins et de la Couverture sanitaire                                                              |           | Jean Marie Koffi Ewonoule Tessi | UNIR  |
| Ministre de la Justice et de la Législation Garde des Sceaux                                                             |           | Mipamb Nahm-Tchougli            | UNIR  |
| Ministre de l'Eau et de l'Assainissement                                                                                 |           | Mawugno Mila Ami Aziable        | UNIR  |
| Ministre des Droits de l'homme, de la Formation à la citoyenneté et des Relations avec les institutions de la République |           | Pacôme Yawovi Adjourouvi        | UNIR  |
| Ministre des Sports et des Loisirs                                                                                       |           | Lidi Bessi-Kama                 | UNIR  |
| Ministre de l'Enseignement supérieur et de la recherche                                                                  |           | Kanka-Malik Natchaba            | UNIR  |
| Ministre de l'Économie et des Finances                                                                                   |           | Essowè Georges Barcola          | UNIR  |
| Ministre de la Santé et de l'Hygiène publique                                                                            |           | Tiem Daré                       | UNIR  |
| Ministre des Mines et des Ressources énergétiques                                                                        |           | Robert Koffi Messan Eklo        | UNIR  |
| Ministre de l'Aménagement et du Développement des territoires                                                            |           | Koami Gomado                    | UNIR  |
| Ministre de l'Économie maritime et de la Protection côtière                                                              |           | Richard Kangbeni                | UNIR  |
| Ministre de l'Action sociale, de la Solidarité et de la Promotion de la femme                                            |           | Akossiwa Zinsou Klassou         | UNIR  |
| Ministre de l'Enseignement technique, de la Formation professionnelle et de l'Apprentissage                              |           | Isaac Tchiakpe                  | UFC   |

### Ministres délégués
| Fonction         | Ministre de tutelle                                                                                      | Titulaire | Titulaire         | Parti |
| ---------------- | --- | --------- | ----------------- | ----- |
| Ministre délégué | Ministre de la Sécurité et de la Protection civile                                                       |           | Mohamed Ouro-Sama | ?     |
| Ministre délégué | Ministre des Mines et des Ressources énergétiques                                                        |           | Mawussi Kakatsi   | ?     |
| Ministre délégué | Ministre du Commerce, de l’Artisanat et de la Consommation locale                                        |           | Kossivi Hounake   | UNIR  |
| Ministre délégué | Ministre du Développement à la base, de l’Inclusion financière, de la Jeunesse et de l’Emploi des jeunes |           | Abdul Fahd Fofana | UNIR  |

### Au titre de la Présidence de la République
| Fonction | Titulaire | Titulaire                    | Parti |
| -------- | --------- | ---------------------------- | ----- |
| Ministre |           | Pascal Akoussoulèlou Bodjona | ?     |
| Ministre |           | Kokou Edem Tengue            | UNIR  |